# ۴۰ روز و ۴۰ شب
۴۰ روز و ۴۰ شب (انگلیسی: 40 Days and 40 Nights) یک فیلم در ژانر کمدی رمانتیک و درام به کارگردانی مایکل لمان است که در سال ۲۰۰۲ منتشر شد.

## داستان
مت سالیوان که معشوقش نیکول او را رها کرده‌است تلاش می‌کند با روابط متعدد با زنان مختلف نیکول را فراموش کند. با این حال همچنان احساس پوچی و خلا می‌کند. او این موضوع را با برادرش جان که در حال تحصیل برای کشیش شدن است در میان می‌گذارد. جان سعی می‌کند به مت کمک کند و او را از این وضعیت نجات دهد. مت متوجه می شود که نیکول در شرف ازدواج با مرد دیگری است و این موضوع او را بیش از پیش افسرده می‌کند. در یکی از ملاقات‌های مت و جان در کلیسا، مت بر حسب اتفاق متوجه می‌شود که ایام روزه‌داری مسیحیان نزدیک است و تصمیم می‌گیرد برای بدست آوردن مجدد نیکول نذر کند و ۴۰ روز از روابط جنسی و خودارضایی خودداری کند. جان به مت هشدار می‌دهد که این کار بسیار سخت‌تر از تصور اوست. اما مت که برای بدست آوردن نیکول مصمم است بر تصمیم خود پافشاری می‌کند و بازی شروع می‌شود.

## بازیگران
- جاش هارتنت در نقش مت سالیوان
- شانین سوسامون در نقش اریکا
- پائولو کوستانزو در نقش رایان
- وینسا شا در نقش نیکول
- آدام تریس در نقش جان سالیوان
- مگی جیلنهال در نقش سم
- کیگان کونور تریسی در نقش مندی
- مونه مازور در نقش کندی
- گریفین دان در نقش جری اندرسون
- امانوئل ووگیر در نقش سوزی
- دیلن نیل در نقش دیوید
- گلن فیتزجرالد در نقش کریس
- استنلی اندرسون در نقش پدر
- کریس گاوتیر در نقش مایکی
- تری چن در نقش نیل